# Serguéi Chémerov
Serguei Alexéyevich Chemerov –en ruso, Сергей Алексеевич Чемеров– (Kalinin, URSS, 29 de septiembre de 1972) es un deportista ruso que compitió en piragüismo en la modalidad de aguas tranquilas. Ganó cuatro medallas en el Campeonato Mundial de Piragüismo entre los años 1993 y 1997.

## Palmarés internacional
| Campeonato Mundial | Campeonato Mundial        | Campeonato Mundial | Campeonato Mundial |
| Año                | Lugar                     | Medalla            | Competición        |
| ------------------ | ------------------------- | ------------------ | ------------------ |
| 1993               | Copenhague (Dinamarca)    | Medalla de plata   | C4 500 m           |
| 1993               | Copenhague (Dinamarca)    | Medalla de plata   | C4 1000 m          |
| 1994               | Ciudad de México (México) | Medalla de oro     | C4 200 m           |
| 1997               | Dartmouth (Canadá)        | Medalla de bronce  | C4 500 m           |